# Martin Müller-Haeseler
Martin Müller-Haeseler (ur. 2 sierpnia 1897 w Halle/Saale, zm. 3 września 1939 w Mławie) – niemiecki dziennikarz, oficer wojskowy, lotnik.

## Życiorys
Urodził się 2 sierpnia 1897 w Halle/Saale. Był synem dyrektora wyższych studiów.
Brał udział w I wojnie światowej. W 1919 jako lotnik wstąpił do Grenzschutzu, a od 1920 do 1922 służył w Luftpolizei. Równolegle od 1919 studiował ekonomię polityczną i handloznawstwo na Uniwersytecie w Greifswaldzie i na Uniwersytecie Albrechta w Königsbergu. Tam w 1921 uzyskał stopień doktora nauk politycznych (doktor rerum politicarum) na podstawie pracy pt.Die Weiterbildung des internationalen Arbeitschutzes durch den Friedensvertrag von Versailles. Od 1922 do 1925 był zatrudniony jako handlowiec i referent prasowy w Izbie Rolniczej w Königsbergu.
Od 1925 był redaktorem ds. gospodarczych w dzienniku „Königsberger Allgemeine Zeitung”, a od 1929 do 1939 sprawował posadę redaktora naczelnego tego czasopisma. W 1931 otrzymał prokurę, a w 1939 został dyrektorem wydawnictwa Königsberger Allgemeine Zeitung Volz & Co. KG.
Po wybuchu II wojny światowej jako oficer w stopniu majora podjął służbę w armii niemieckiej atakującej Polskę. Podczas kampanii wrześniowej poległ 3 września 1939 w Mławie, gdy jego samolot został strącony przez stronę polską (trwała wówczas bitwa pod Mławą).
Miał syna Wolfganga (1927-2004), który także został dziennikarzem prasowym.